# Cotinga à queue rayée
Pipreola intermedia
Espèce
Statut de conservation UICN

 LC  : Préoccupation mineure
Le Cotinga à queue rayée (Pipreola intermedia) est une espèce d’oiseau de la famille des Cotingidae.

## Sous-espèces

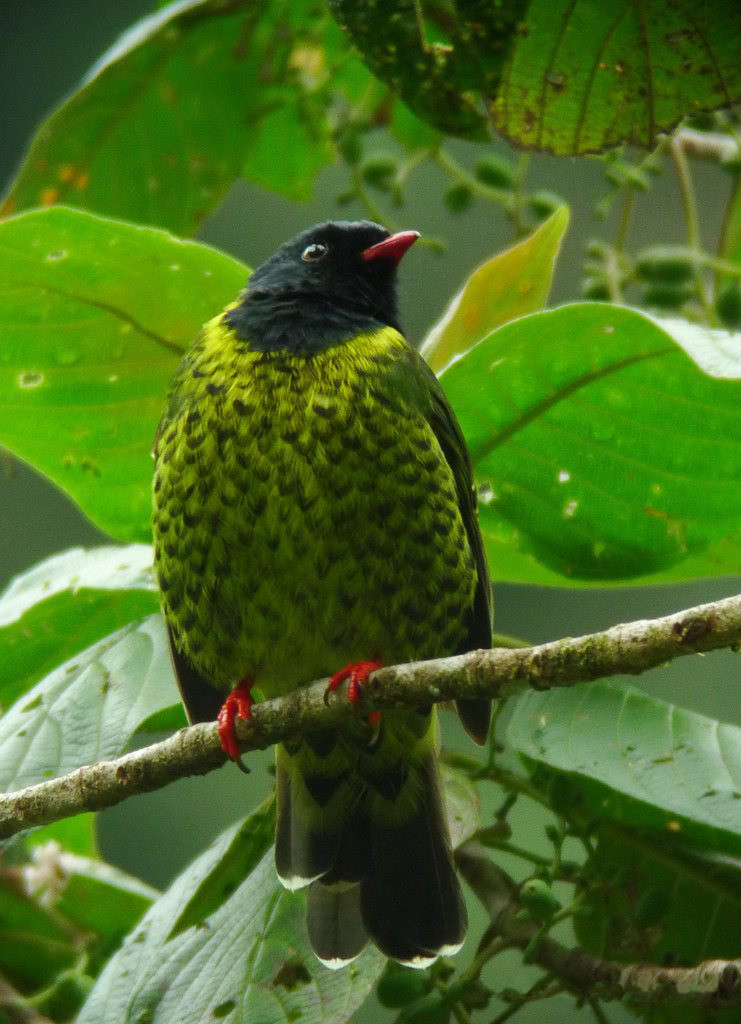
mâle

Selon Catalogue of Life (12 juil. 2012), cet oiseau est représenté par deux sous-espèces :
- Pipreola intermedia intermedia Taczanowski, 1884 ;
- Pipreola intermedia signata (Hellmayr, 1917).